# Thomas Franz (sciatore)
Thomas Franz (1980) è un ex sciatore alpino austriaco.

## Biografia
Discesista puro attivo dal gennaio del 1996, in Coppa Europa Franz esordì il 12 gennaio 1998 ad Altenmarkt-Zauchensee (85º), conquistò l'unico podio il 19 dicembre 2000 a Sankt Moritz (2º) e prese per l'ultima volta il via il 28 gennaio 2004 a Tarvisio (66º); si ritirò durante la stagione 2005-2006 e la sua ultima gara fu una discesa libera FIS disputata il 24 gennaio a Bad Kleinkirchheim. Non debuttò in Coppa del Mondo né prese parte a rassegne olimpiche o iridate.

## Palmarès

### Coppa Europa
- Miglior piazzamento in classifica generale: 39º nel 2001
- 1 podio:
  - 1 secondo posto